# Erich G. Laxmann
Erik Gustavovich Laxmann - Эрик (Кирилл) Густавович Лаксман (rus) - (27 de juliol de 1737 - 6 de gener de 1796) va ser un finlandès d'ètnia sueca que va ser un clergue explorador i botànic. Nasqué a Nyslott a Finlàndia, aleshores part de Suècia. Va fer treballs de taxonomia a Sibèria sobre la fauna i va maldar per establir relacions entre Rússia i el Shogunat Tokugawa del Japó.
El 1757, Laxmann començà els seus estudis a l'acadèmia d'Åbo i va ser ordenat pastor a Sant Petersburg, la capital de Rússia. El 1764, va ser destinat a una petita parròquia de Barnaul a la Sibèria central des d'on va fer expedicions a Irkutsk, Baikal, Kiakhta i la frontera amb la Xina. La seva col·lecció de material faunístic de Sibèria el feren famós en els cercles científics i el 1770, va ser escollit professor de química i economia en l'Acadèmia Russa de Ciències i el 1769, Laxmann va ser escollit membre de la Reial Acadèmia Sueca de Ciències.

## Irkutsk
El 1780, Laxmann s'establí a Irkutsk, on passaria gran part de la resta de la seva vida. El 1782, Laxmann fundà el museu d'Irkutsk, el més antic de Sibèria. Laxmann també va fer una fàbrica de lents amb el mercader Aleksandr Barànov com a soci

## Japó
Laxmann tenia certs coneixements sobre el Japó, ja que havia llegit llibres de Carl Peter Thunberg.
Signatura abreujada com a botànic: Laxm.